# ريمي باول
ريمي باول هو محامي وسياسي كندي، ولد في 10 يونيو 1921 في لويزفيل في كندا، وتوفي في 20 ديسمبر 1982 في مدينة كيبك في كندا. حزبياً، نشط في الحزب الكندي التقدمي المحافظ. وقد انتخب عضو الجمعية الوطنية في كيبك ‏ وانتخب عضو مجلس العموم الكندي.